# Bahnhof Coburg
Der Bahnhof Coburg ist die wichtigste Bahnstation der oberfränkischen Stadt Coburg. Er hat eine zentrale Funktion im öffentlichen Personennah- und -fernverkehr für Coburg und das Umland. Der Bahnhof wurde mit der Werrabahn, einer eingleisigen Hauptbahn von Eisenach über Meiningen nach Lichtenfels, in den Jahren 1857 bis 1858 durch die Werra-Eisenbahn-Gesellschaft erbaut.
Täglich halten etwa 75 Regionalzüge, es werden rund 5000 Ein- und Aussteiger gezählt. Ab Dezember 2017 hielten bis zu sechs ICE täglich in Coburg. Seit dem Fahrplanwechsel im Dezember 2019 sind es acht.

## Lage

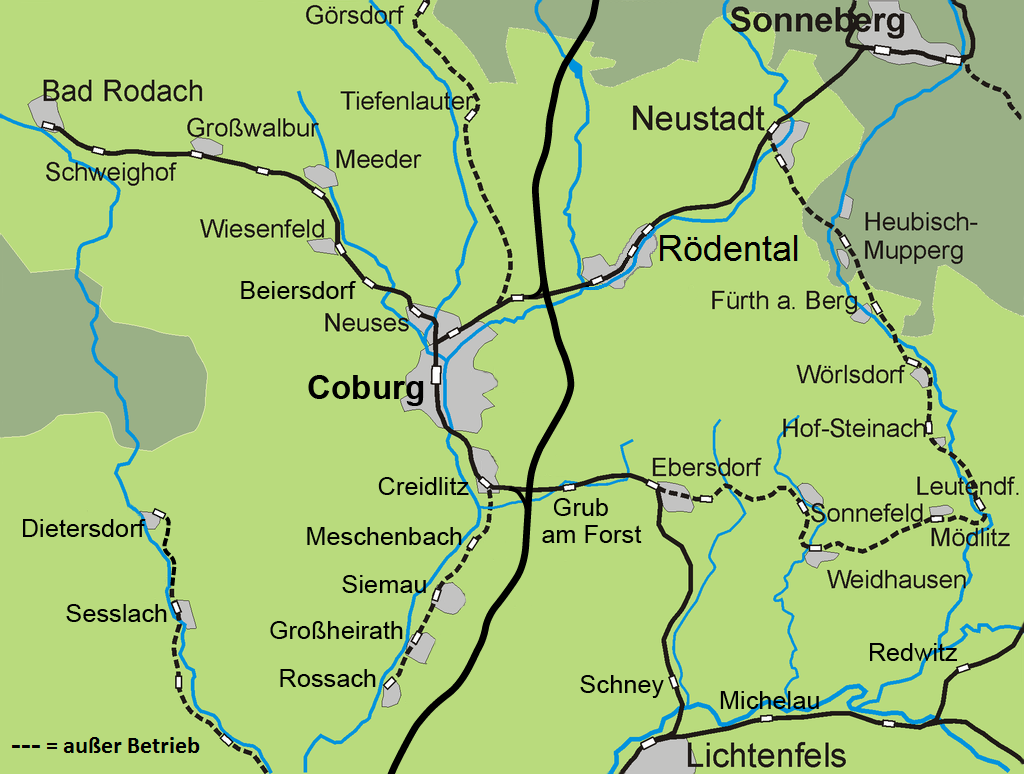
Bahnstrecken im Coburger Land

Das Empfangsgebäude des Coburger Personenbahnhofs, Lossaustraße 6, steht bei Streckenkilometer 130,125 der Werrabahn auf 295,38 Meter über NN westlich des Stadtkerns. Er wird im Westen von der parallel verlaufenden „Stadtautobahn“ (B 4) begrenzt. Der Bahnhof ist Ausgangspunkt für die Bahnstrecken nach Ernstthal am Rennsteig über Sonneberg und Bad Rodach.

## Geschichte
Der Bahnhof wurde im Überschwemmungsgebiet der Itz in erhöhter Lage errichtet. Mit der Inbetriebnahme des Streckenabschnittes von Coburg nach Lichtenfels im Jahr 1859 wurde er im Eisenbahnbetrieb Wechselstation der Werra-Eisenbahn-Gesellschaft und der Königlich Bayerischen Staatsbahnen. Für die Mitbenutzung der betrieblichen Anlagen musste die Bayerische Staatsbahn Miete bezahlen. In den folgenden 60 Jahren wurde der Bahnhof vor allem durch Kaiser, Zaren, Könige und Fürsten bekannt, die dort anlässlich des Besuchs bei ihren Verwandten aus dem Hause Sachsen-Coburg und Gotha eintrafen oder abreisten. Aufgrund des wachsenden Verkehrs, insbesondere durch die Integration in das Streckennetz der Preußischen Staatsbahn 1895 und die Nebenbahnen nach Bad Rodach und Weidhausen mussten die baulichen Anlagen Anfang des 20. Jahrhunderts vergrößert werden. Dazu wurde 1903 anderthalb Kilometer südlich des Bahnhofs ein Güterbahnhof als eigenständige Betriebsstelle eröffnet.

### Personenbahnhof

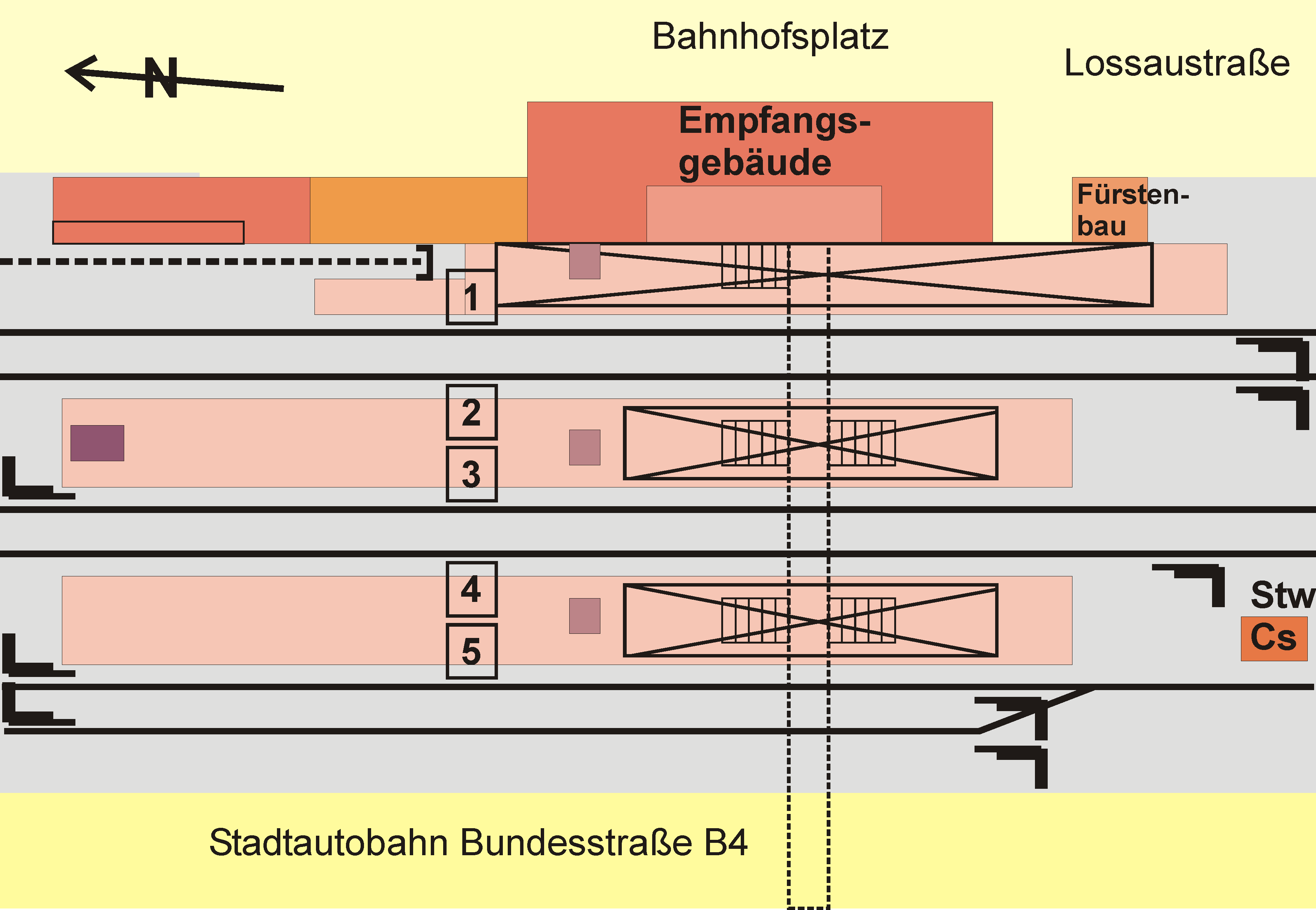
Gleisplanschema im Jahr 2006

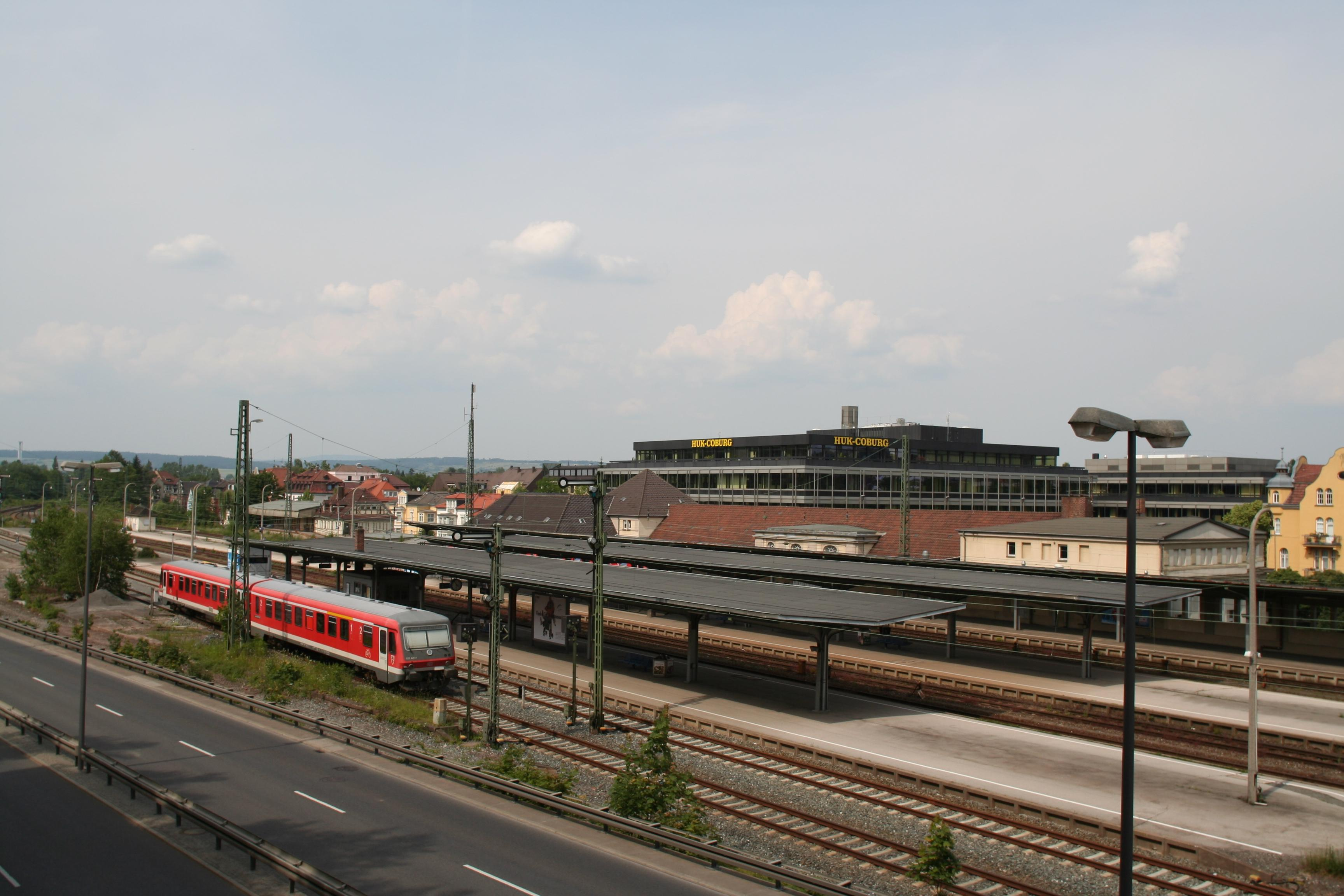
Westseite von der Adamistraße gesehen (2006)

Nach dem Bau des neuen Güterbahnhofs war eine Erweiterung des Personenbahnhofs notwendig, die 1911 nach der Finanzierungsvereinbarung zwischen der preußischen Eisenbahnverwaltung und der Stadt in Angriff genommen wurde. Mit dem Bau des neuen Empfangsgebäudes, welches das erste Stationsgebäude ersetzen sollte und des separaten Fürstenbaus wurde erst Anfang 1914 nach dem Vorliegen verschiedener Entwürfe begonnen.
Ein Teil der Gebäude konnte noch bis Ende 1916 fertiggestellt werden, danach ruhten die Arbeiten wegen des Ersten Weltkriegs bis 1919. Die Einweihungsfeier des Empfangsgebäudes fand schließlich am 3. Dezember 1923 statt. In der Zeit des Nationalsozialismus war der Bahnhof Ausgangspunkt von 37 Deportationen Coburger Juden mit der Eisenbahn durch das NS-Regime. 26 Personen kamen am 27. November 1941 mit einem Sammeltransport aus Franken über Nürnberg nach Riga, fünf folgten am 24. April 1942 nach Izbica und sechs am 9. September 1942 in das Getto Theresienstadt.
Durch die Grenzziehung nach dem Zweiten Weltkrieg wurde auf der Werrabahn zwischen den Bahnhöfen Eisfeld und Görsdorf sowie auf der Strecke nach Ernstthal am Rennsteig zwischen Neustadt und Sonneberg der Bahnbetrieb eingestellt. Dadurch ging die Bedeutung des Knotenbahnhofes zurück. 1950 wurde der Bahnhof elektrifiziert. Es handelte sich um eine der ersten Elektrifizierungen nach dem Krieg, die die Verbundenheit zwischen dem Freistaat Bayern und dem 1920 mit ihm vereinigten Coburger Land demonstrieren sollte.
Als Vorleistung im Hinblick auf einen möglichen ICE-Anschluss wurde im Sommer 2007 die Umgestaltung des Bahnhofsvorplatzes abgeschlossen, es folgten Arbeiten an einer neuen Straßenführung vor dem Bahnhofsgebäude. Im August 2009 wurde ein zentraler Omnibusbahnhof (ZOB) südlich des Fürstenbaus in Betrieb genommen. Die Stadt Coburg richtete 2017 im Zusammenhang mit der ICE-Anbindung 56 Stellplätze auf einer Parkanlage hinter dem Gebäude Lossaustraße 1 ein. Im Mai 2019 wurde ein Parkplatz mit 60 Stellplätzen und Anbindung an die Bahnsteigunterführung auf der Westseite des Bahnhofs eröffnet. Die Kosten von 1,45 Millionen Euro wurden von der Stadt Coburg finanziert.
2016 und Anfang 2019 wurde die Zahl der täglichen Ein- und Aussteiger mit etwa 4000 beziffert.
Der Lückenschluss der Werrabahn zwischen Coburg und Eisfeld ist in dem im März 2016 vorgelegten Entwurf des Bundesverkehrswegeplans 2030 nicht enthalten. Im Mai 2019 wurde der zweite Gutachterentwurf des Deutschlandtakts vorgelegt, in welchem eine Reaktivierung der Verbindung jedoch aufgenommen wurde.

### Bahnsteige
Ende der 1970er Jahre wurden für den Bau der Stadtautobahn die westlichen Bahnhofsgleise und ein Bahnsteig abgebaut sowie das südliche Stellwerk Cs durch einen Neubau ersetzt. Fünfzehn Jahre später folgte ein weiterer Rückbau der Gleise und eine Vereinfachung des Spurplanes, insbesondere der südöstlichen Abstellgruppen. Danach gab es zwei ungefähr 250 Meter lange Inselbahnsteige und den Hausbahnsteig.
Im Herbst 2008 wurde der Bahnhof teilweise saniert. So erhielten die Bahnsteige neue Dächer und eine neue Bestuhlung, während im Fußgängertunnel eine Glaswand als Schutz vor Zugluft eingebaut wurde.
Am 21. November 2016 begannen Abbruch und Neubau der drei bestehenden Bahnsteige. Diese wurden grundhaft erneuert und von 38 cm auf 55 cm erhöht. Die Bahnsteige 1 und 3 (Gleis 1, 4 und 5) wurden für den Nahverkehr mit einer Länge von 210 m und der Bahnsteig 2 (Gleis 2 und 3) für die ICE-Züge mit einer Länge von 405 m hergestellt. Zusätzlich ließ die Deutsche Bahn drei Aufzüge einbauen. Die Maßnahme kostete 7,5 Millionen Euro. Die Bahnsteige 2 und 3 waren Ende 2017 und der Bahnsteig 1 Ende Juni 2018, knapp ein Jahr früher als geplant, in Betrieb genommen worden.
Am Gleis 6 wird wieder ein Außenbahnsteig errichtet, diesmal 55 cm hoch, 2,75 m breit und 110 m lang. Er soll mit zwei Wartehäuschen, einem Zugzielanzeiger und einem Bodenleitsystem ausgestattet werden und wie die anderen Bahnsteige über einen Aufzug barrierefrei an die Unterführung angebunden werden. Damit sollen laut Bayerischer Eisenbahngesellschaft die „ICE- und Regionalexpressverkehre, die über die Schnellfahrstrecke nach Coburg gelangen (…) schnellere und zuverlässigere Anschlüsse zu den Regionalbahnen erhalten, die die Bahnlinien nach Lichtenfels, Sonneberg und Bad Rodach bedienen“. Die Planungen begannen bereits 2019. Insgesamt wurde mit Planungskosten von rund 300.000 Euro gerechnet. Für die Durchführung der Baumaßnahmen wird mit Kosten von etwa 3,8 Millionen Euro gerechnet. Die Bauarbeiten begannen Ende Juni 2025 und sollen im Frühjahr 2026 abgeschlossen sein.

### Güterbahnhof
Der Güterbahnhof bei Streckenkilometer 131,94 wurde 1903 in Betrieb genommen und 1997 geschlossen.
Für die Erweiterung der Bundesstraße 4 auf vier Fahrstreifen zwischen der Coburger Südzufahrt und der Frankenbrücke mit etwa 1,7 Kilometer Länge sollen im Bereich des Coburger Güterbahnhofs die Streckengleise nach Osten verschwenkt werden, um Eingriffe in die Grundstücke im nördlichen Teil des Weichengereuths zu vermeiden. Zusätzlich soll der Streckenabschnitt zwischen dem Coburger Bahnhof und der Itzbrücke wieder zweigleisig werden.

### Bahnbetriebswerk

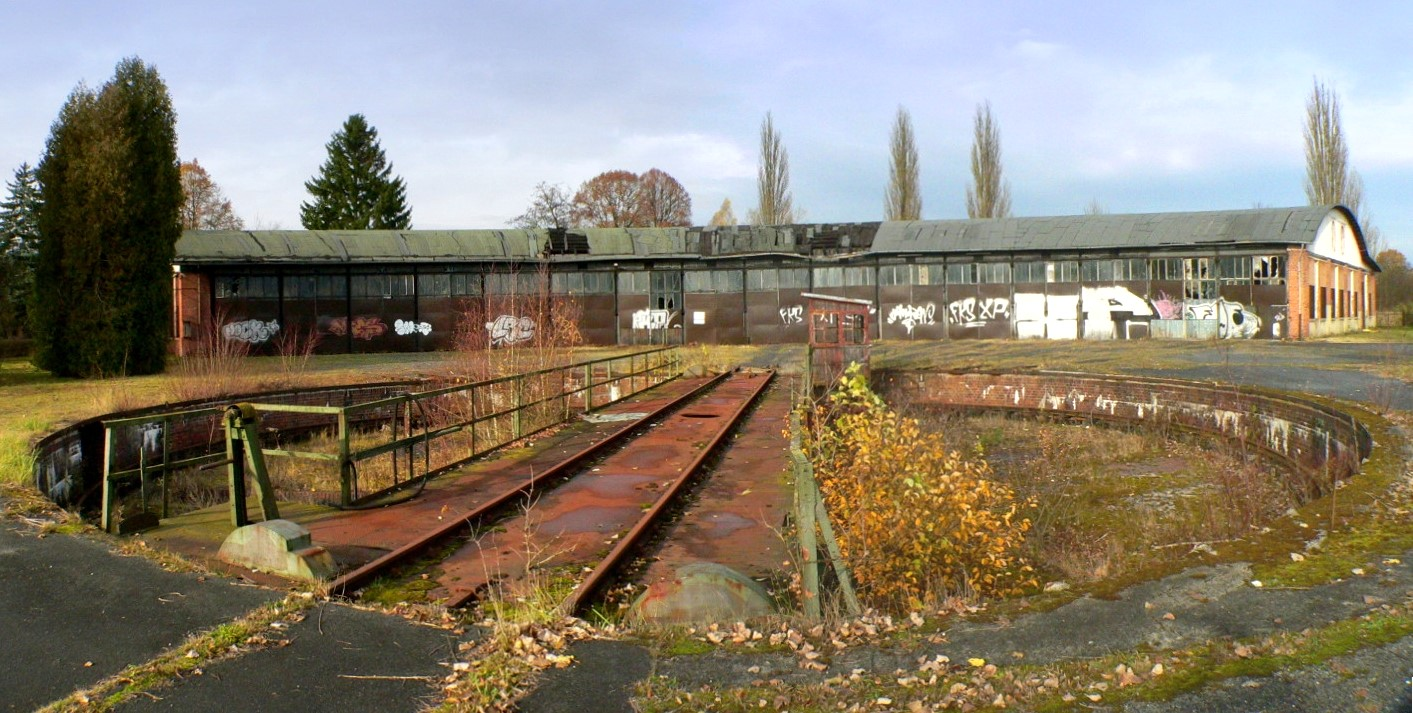
Ehemaliges Bw Coburg, Lokschuppen und Drehscheibe (2008)

Anfangs befand sich das Heizhaus am Empfangsgebäude. Zusammen mit dem Umbau des Personenbahnhofs wurde 1911 mit dem Bau eines Bahnbetriebswerkes für beide Bahnhöfe nördlich vom Personenbahnhof an der Bahnstrecke nach Bad Rodach begonnen. Aufgrund schwieriger Baugrundverhältnisse und des Ersten Weltkriegs konnte der Lokschuppen erst 1921 mit 16 Ständen und einer 23 Meter-Drehscheibe in Betrieb genommen werden. Der Lokschuppen im Jugendstil erhielt ein Tonnendach und steht deshalb unter Denkmalschutz. Der Einsatz von Dampflokomotiven endete 1974, die letzten Diesellokomotiven wurden 1987 abgezogen. Seit Mitte der 1990er Jahre ist der Betrieb im Bahnbetriebswerk eingestellt, das Gelände ist verwaist. Die Gleise wurden teilweise demontiert, das Dach und große Teile der Stahlkonstruktion des Ringlokschuppens wurde Anfang 2012 abgebrochen, die äußeren Mauerwerkswände blieben stehen.
Die zweigleisige, rechteckige Triebwagenhalle brannte am späten Nachmittag des 20. April 2025 vollständig aus. Das Gebäude wurde in der Folge abgetragen. Am 5. Mai brannte ein Nebengebäude nieder.

## Zugverkehr

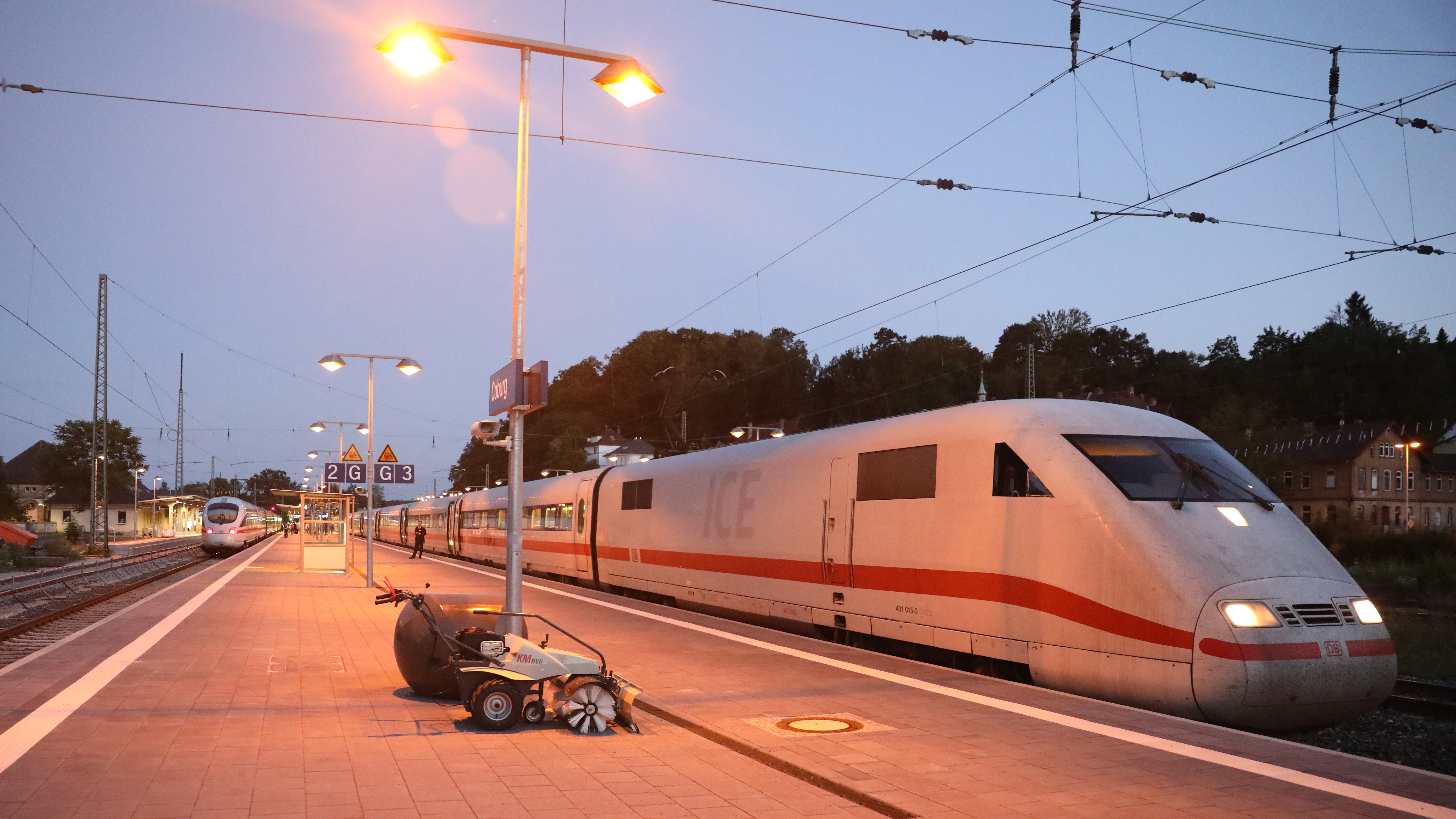
Planmäßige Zugkreuzung der ICE 700 und ICE 1617 (2018)

### Personenverkehr
Im Jahr 1933 fuhren an Werktagen 42 Züge in Coburg ab. 13 Verbindungen gab es nach Lichtenfels, zehn nach Sonneberg und acht nach Eisenach. Bis auf ein Eilzug- und ein Schnellzugpaar zwischen Lichtenfels und Eisenach waren dies alles Personenzüge. Das Coburger Land war durch sechs Züge nach Rossach, vier nach Rodach und einem Direktzug nach Hofsteinach mit Coburg verbunden.
1990 gab es werktäglich 17 Zugverbindungen nach Lichtenfels, 13 nach Neustadt und drei nach Bad Rodach. Erwähnenswert ist eine Schnellzug-Verbindung über Lichtenfels nach München.
Im Jahr 2006 fuhren in der Woche zwischen 6:00 und 20:00 Uhr alle zwei Stunden acht Züge von Gleis 5 nach Bad Rodach. Die Regionalbahn-Züge bestanden aus Dieseltriebwagen der Baureihe 628. Nach Sonneberg gab es 18 Zugverbindungen, davon sieben Regional-Express-Züge, die im Zwei-Stunden-Takt meist von Gleis 2 oder 3 abfuhren. Nach Lichtenfels gab es 28 Zugverbindungen, davon eine Regional-Express-Linie mit acht Zügen sowie zwei Regionalbahnlinien mit 20 Zügen. Die Linien verkehrten im Zwei-Stunden-Takt. Die Regional-Expresszüge bestanden aus Doppelstockwagen und Lokomotiven der Baureihe 146. Die Regionalbahnen waren in der Woche meist mit der Baureihe 143 oder der Baureihe 111 bespannt.
Seit dem 12. Juni 2011 wird die Strecke von Bad Rodach nach Coburg von der Eisenbahngesellschaft Agilis bedient. Diese Züge werden darüber hinaus über Lichtenfels nach Bayreuth Hauptbahnhof geführt.
Zwischen Dezember 2012 und 2017 wurde der Bahnhof im Stundentakt vom Regional-Express der Relation Nürnberg–Sonneberg mit Triebwagen der Baureihe 442 bedient. Seit der Inbetriebnahme der Neubaustrecke zum Fahrplanwechsel im Dezember 2017 fahren diese Züge über Lichtenfels im Zweistundentakt.
Um eine Stunde versetzt verkehrten zunächst zusätzlich alle zwei Stunden insgesamt täglich acht Regionalexpress-Züge des Franken-Thüringen-Expresses, die südlich von Coburg über die Neubaustrecke geführt werden. Es soll damit eine Betriebsleistung von rund 500.000 Zugkilometern pro Jahr mit Doppelstockwagen erbracht werden. Die Züge konnten mehr als 530 Fahrgäste befördern. Die Züge wurden mit gemieteten Lokomotiven der Baureihe 193, die mit ETCS ausgerüstet waren, und fünf Doppelstockwagen gebildet. Im ersten Betriebsjahr nutzten mehr als 6000 Reisende pro Tag die Züge, darunter mehr als 1000 zwischen Bamberg und Coburg. Die Reisezeit von Coburg nach Nürnberg wurde um rund 30 Minuten auf rund 70 Minuten verkürzt.
Seit Inbetriebnahme der Neubaustrecke zum Fahrplanwechsel 2017 besteht die Möglichkeit, den Bahnhof Coburg mit ICE-Zügen von der Neubaustrecke Ebensfeld–Erfurt aus über die Verbindungskurven Niederfüllbach und Dörfles-Esbach anzufahren. Coburg wurde anfangs von drei ICE-Zugpaaren werktäglich – morgens, nachmittags und abends – bedient. Die Reisezeit nach Berlin verkürzte sich damit um rund zwei Stunden auf etwa zweieinhalb Stunden, die Reisezeit nach München um etwa eine halbe Stunde auf zweieinviertel Stunden.
Mehr Halte seien laut Angaben von DB Fernverkehr wirtschaftlich nicht tragfähig gewesen. Zwischen dem Knoten Nürnberg und Erfurt lag die Reisezeit bei rund 80 Minuten. Ein regelmäßiger Halt in Coburg könne nicht eingerichtet werden, da ein ICE-Systemhalt in Coburg eine Reisezeitverlängerung von 12 Minuten zur Folge hätte. Die Fahrt über die Verbindungskurven verlängert den Weg gegenüber einer direkten Fahrt auf der Neubaustrecke um rund 3,4 km. Die zulässige Geschwindigkeit auf der Neubaustrecke beträgt 300 km/h, im Bestandsnetz 90 bis 100 km/h, im Bereich des Bahnhofs Coburg ca. 60 km/h. Die ersten Betriebstage der Neubaustrecke waren durch eine Reihe von Zugausfällen am Bahnhof Coburg geprägt. Das Zugangebot wurde zum Fahrplanwechsel im Dezember 2019 auf vier ICE-Zugpaare pro Tag erhöht.
Seit 9. Juni 2024 besteht zwischen Nürnberg und Coburg ein Stundentakt über die Schnellfahrstrecke, wofür sechsteilige Regionalzüge vom Typ Siemens Desiro HC eingesetzt werden. Einzelne dieser Züge fahren über die Neubaustrecke weiter nach Erfurt und schaffen in Kombination mit den ICE-Zügen ein etwa zweistündliches Angebot zwischen Coburg und Erfurt. Zur halben Stunde sind die Expressverkehre in Coburg untereinander verknüpft. Außerdem wurde eine neue RE-Linie Coburg – Bayreuth eingeführt.

#### Planungen
Der 2018 vorgelegte erste Gutachterentwurf für den Zielfahrplan des Deutschlandtakts sieht für 2030 eine stündliche Anbindung Coburgs mit 160 km/h schnellen Fernverkehrszügen vor. Nach Nürnberg ist dabei stündlich, mit fünf Zwischenhalten, eine Reisezeit von 71 Minuten vorgesehen. Zweistündlich soll die Linie nach Erfurt verlängert werden und eine Reisezeit von 40 Minuten erreicht werden. Im 2020 vorgelegten dritten Gutachterentwurf wurde darüber hinaus u. a. ein zweistündlicher Regionalverkehr von/nach Erfurt ergänzt. Die kürzeste Reisezeit nach Nürnberg liegt nunmehr bei 64 Minuten im Regionalverkehr sowie 44 Minuten im Fernverkehr.

### Güterverkehr
Güterverkehr findet planmäßig zum Müllheizkraftwerk in Coburg-Neuses statt. Zwischen 2006 und 2012 wurden Container nach Sonneberg zum Containerbahnhof befördert. Regelmäßig fahren Züge mit offenen Güterwagen in Richtung Sonneberg, die in Hüttengrund Schotter laden.

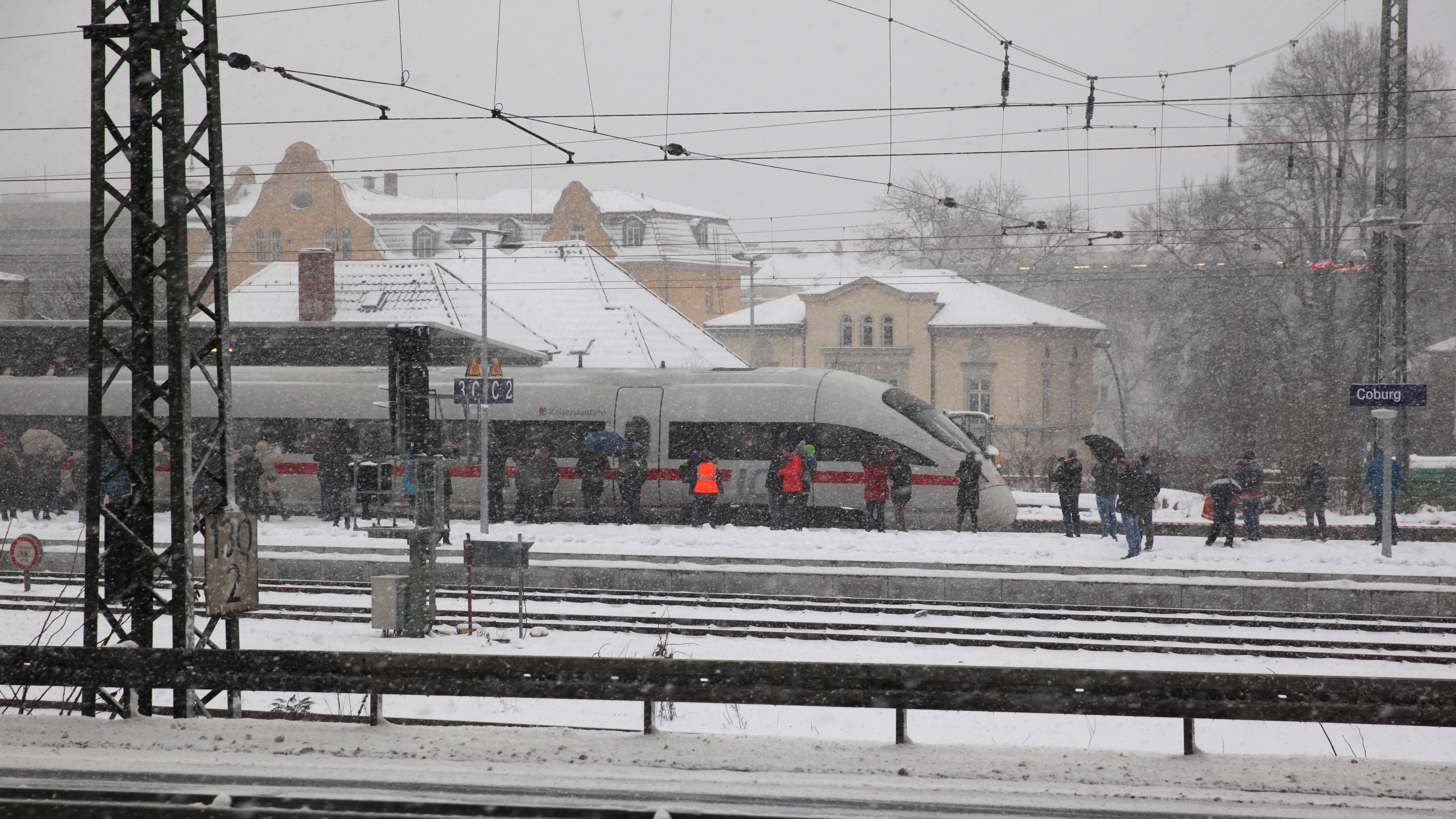
Erster planmäßiger ICE am 10. Dezember 2017

## Verkehrsanbindung
Im Fahrplanjahr 2024 verkehrten folgende Züge am Bahnhof Coburg:
| Linie  | Zuglauf                                                                                          | Frequenz                                                      | Fahrzeugmaterial                  | Betreiber                   | Anmerkungen |
| ------ | ------------------------------------------------------------------------------------------------ | ------------------------------------------------------------- | --------------------------------- | --------------------------- | ----------- |
| ICE 18 | München (– Ingolstadt) – Nürnberg – Bamberg – Coburg – Erfurt – Leipzig/Halle – Berlin – Hamburg | Ein Zugpaar                                                   | ICE T                             | DB Fernverkehr              |             |
| ICE 28 | München – Nürnberg – Bamberg – Coburg – Erfurt – Leipzig – Berlin – Hamburg                      | Ein Zugpaar                                                   | ICE 4 oder ICE T                  | DB Fernverkehr              |             |
| ICE 29 | München – Augsburg – Nürnberg – Coburg – Erfurt – Halle (Saale) – Berlin                         | Zwei Zugpaare                                                 | ICE T                             | DB Fernverkehr              | 1 2         |
| ICE 91 | Berolina: Wien – Linz – Regensburg – Nürnberg – Coburg – Erfurt – Halle (Saale) – Berlin         | Zwei Zugpaare                                                 | ICE T                             | DB Fernverkehr              | 1 2         |
| RE 19  | (Sonneberg –) Coburg – Bamberg – Forchheim – Erlangen – Fürth – Nürnberg                         | Stundentakt (Wenn der RE29 verkehrt, endet der Zug in Coburg) | Siemens Desiro HC (Baureihe 4462) | DB Regio Bayern             | 3           |
| RE 28  | (Sonneberg –) Coburg – Lichtenfels – Bamberg – Erlangen – Fürth – Nürnberg                       | Zweistundentakt                                               | Siemens Desiro HC (Baureihe 1462) | DB Regio Bayern             |             |
| RE 29  | Erfurt – Coburg – Bamberg – Forchheim (Oberfr) – Erlangen – Fürth (Bay) – Nürnberg               | Fünf Zugpaare                                                 | Siemens Desiro HC (Baureihe 4462) | DB Regio Bayern             | 2 3         |
| RE 32  | Coburg – Lichtenfels (– Kulmbach – Neuenmarkt-Wirsberg – Bayreuth – Nürnberg)                    | Zweistundentakt                                               | Baureihe 612                      | DB Regio Bayern             |             |
| RB 18  | Coburg – Meeder – Bad Rodach                                                                     | Stundentakt                                                   | Baureihe 650                      | agilis Verkehrsgesellschaft |             |
| RB 24  | Coburg – Lichtenfels – Kulmbach – Neuenmarkt-Wirsberg – Bayreuth                                 | Stundentakt                                                   | Baureihe 650                      | agilis Verkehrsgesellschaft |             |

## Empfangsgebäude

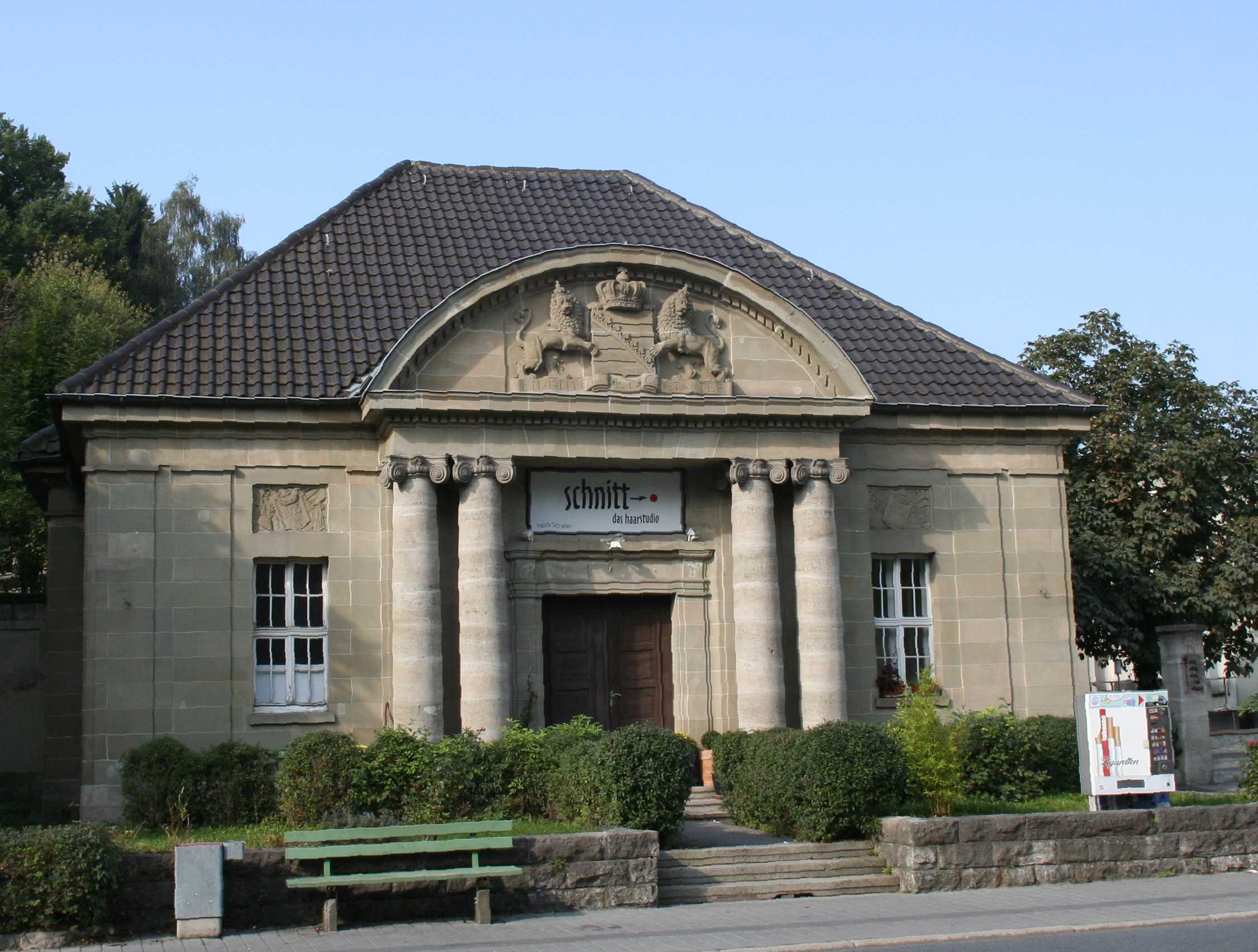
Fürstenbahnhof

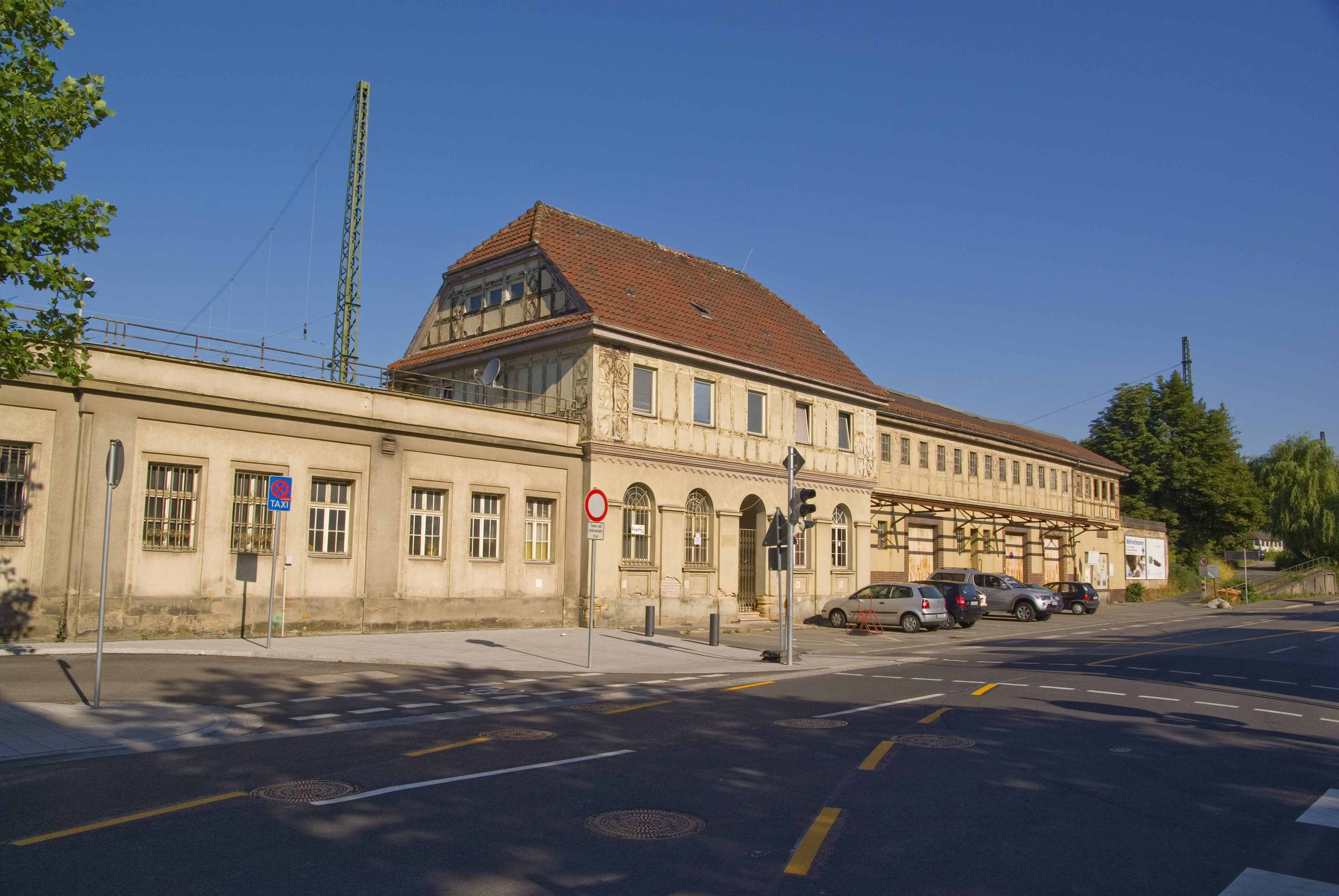
Stückgutabfertigung an der Lossaustraße

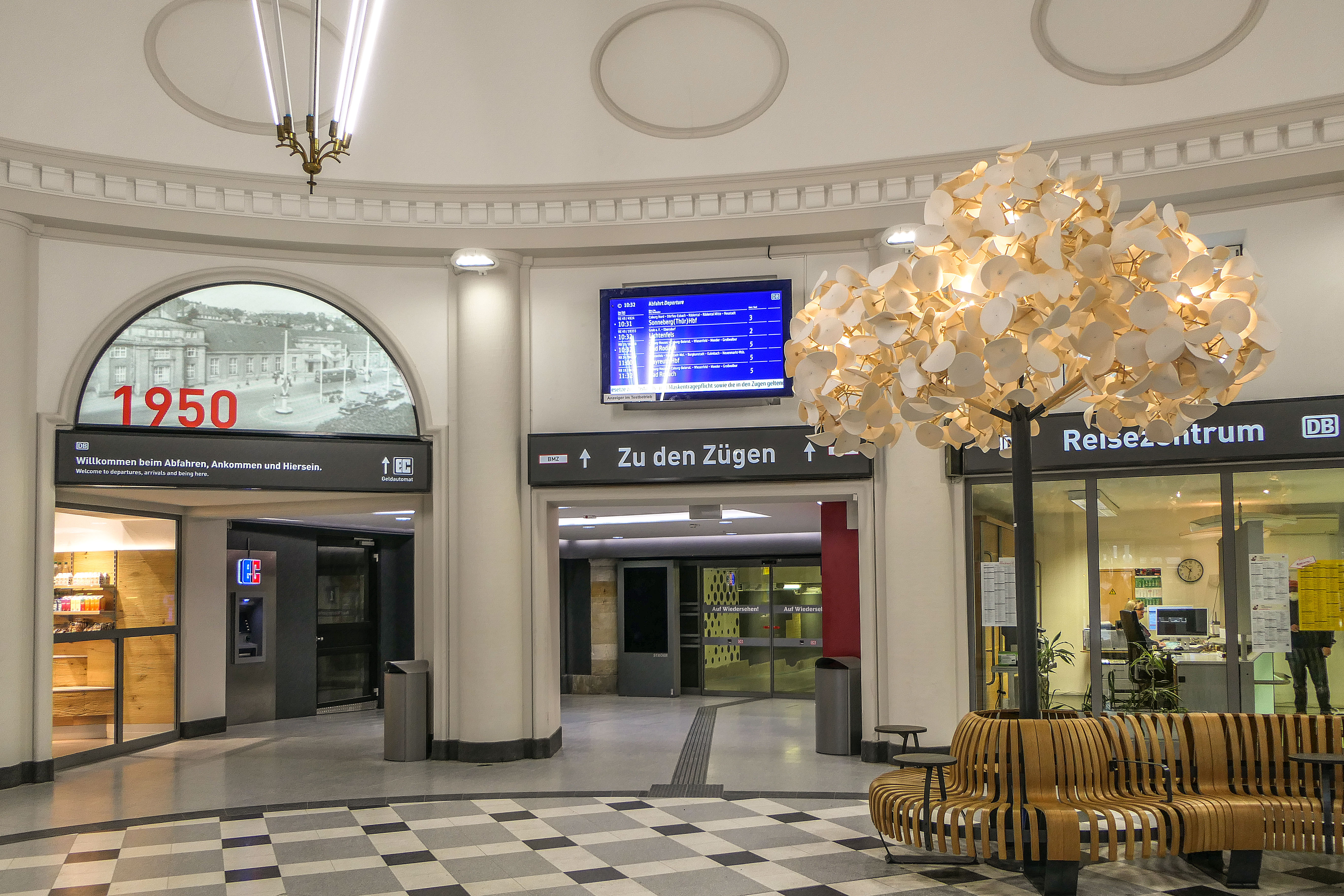
Der frisch restaurierte Innenbereich des Empfangsgebäudes

Das Empfangsgebäude entwarf der Regierungs- und Baurat Conrad Steinbrück. Es entstand zwischen den Jahren 1911 und 1923 in der Art eines spätbarocken Schlossbaus, in den hohen und lichten Fenstern der Flügel jedoch auch gemischt mit Elementen einer funktionalistischen Bauweise. Das Gebäude besteht aus zwei Eckpavillons, die den Mitteltrakt mit der halbrunden Eingangshalle, die über vier Stufen zu erreichen ist, einrahmen. Die lang gestreckte, ungefähr 22 Meter breite Zweiflügelanlage hat einen repräsentativen Mittelbau als Eingangshalle. In den ursprünglichen Plänen von 1914 war ein zweigeschossiger Mitteltrakt vorgesehen. Der nördliche Pavillon hat ein Pyramidendach. Das Pyramidendach des südlichen Pavillons zerstörte am 10. April 1945 ein Brand. Es wurde durch ein flaches Satteldach ersetzt.
Im Empfangsgebäude wurden 1978 die ehemaligen Wartesäle der 1. und 2. Klasse in ein Restaurant und einen Supermarkt sowie die ehemalige Gepäckabfertigung in eine Buchhandlung umgewandelt. Eine Bäckerei und ein Convenience Shop ersetzten später das Restaurant und den Supermarkt. Daneben gibt es ein Reisezentrum der Deutschen Bahn, vier Fahrkartenautomaten und einen Schnellimbiss. Die öffentliche Toilettenanlage ist nicht mehr zugänglich.
Der benachbarte ehemalige Fürstenbau des Bahnhofs entstand zwischen 1915 und 1916. Das Gebäude besitzt ein hohes Walmdach und vier ionische Säulen, über denen sich das von zwei Löwen gehaltene Wappen des Herzogtums Coburg befindet.
Im Jahr 2019 wurde der Coburger Bahnhof als einer von 16 Bahnhöfen bundesweit in das Projekt Zukunftsbahnhof der Deutschen Bahn aufgenommen. Dabei erhielt unter anderem die Empfangshalle Sitzmöglichkeiten sowie ein grafisches Konzept des Coburger Designforums Oberfranken, das sich durch den ganzen Bahnhof zieht. Für die Maßnahmen, die die Aufenthaltsqualität verbessern sollen, standen eine Million Euro zur Verfügung. Die Gesamtmaßnahme soll 5,1 Millionen Euro kosten und wird von Bund, Land, Stadt und DB finanziert. Die Empfangshalle war bis Mitte 2021 saniert. Der fertig renovierte Bahnhof wurde von der Allianz pro Schiene mit dem Titel Bahnhof des Jahres 2022 ausgezeichnet.

## Stellwerke
Das nördliche Stellwerk Cn entstand um 1920. Das denkmalgeschützte zweigeschossige Gebäude hat einen Sandsteinsockel und im Erdgeschoss Rundbogenfenster. Der Bedienraum ist zu den Gleisen durch Eckerker in expressionistischen Formen gekennzeichnet, den oberen Abschluss bildet ein Walmdach. Im Zwischengeschoss war die elektromechanische Stellwerkstechnik eingerichtet.
Die Inbetriebnahme eines elektronischen Stellwerks war Ende 2007. Für die Anbindung Coburgs an die Neubaustrecke wurde das elektronische Stellwerk im Rahmen eines 2015 vergebenen Auftrags für 3,3 Millionen Euro erweitert.
Vom 10. November bis 4. Dezember 2023 sollte das elektronische Stellwerk zu einem digitalen Stellwerk umgerüstet werden. Dabei sollten die Gleise 2 und 3 zusätzliche Signale erhalten, um Ausfahrten in beide Richtungen zu ermöglichen. Gesperrt wurde letztlich nur der Ast nach Sonneberg. Die Inbetriebnahme des Stellwerks ist nicht erfolgt, ein neuer Inbetriebnahmetermin nicht bekannt.

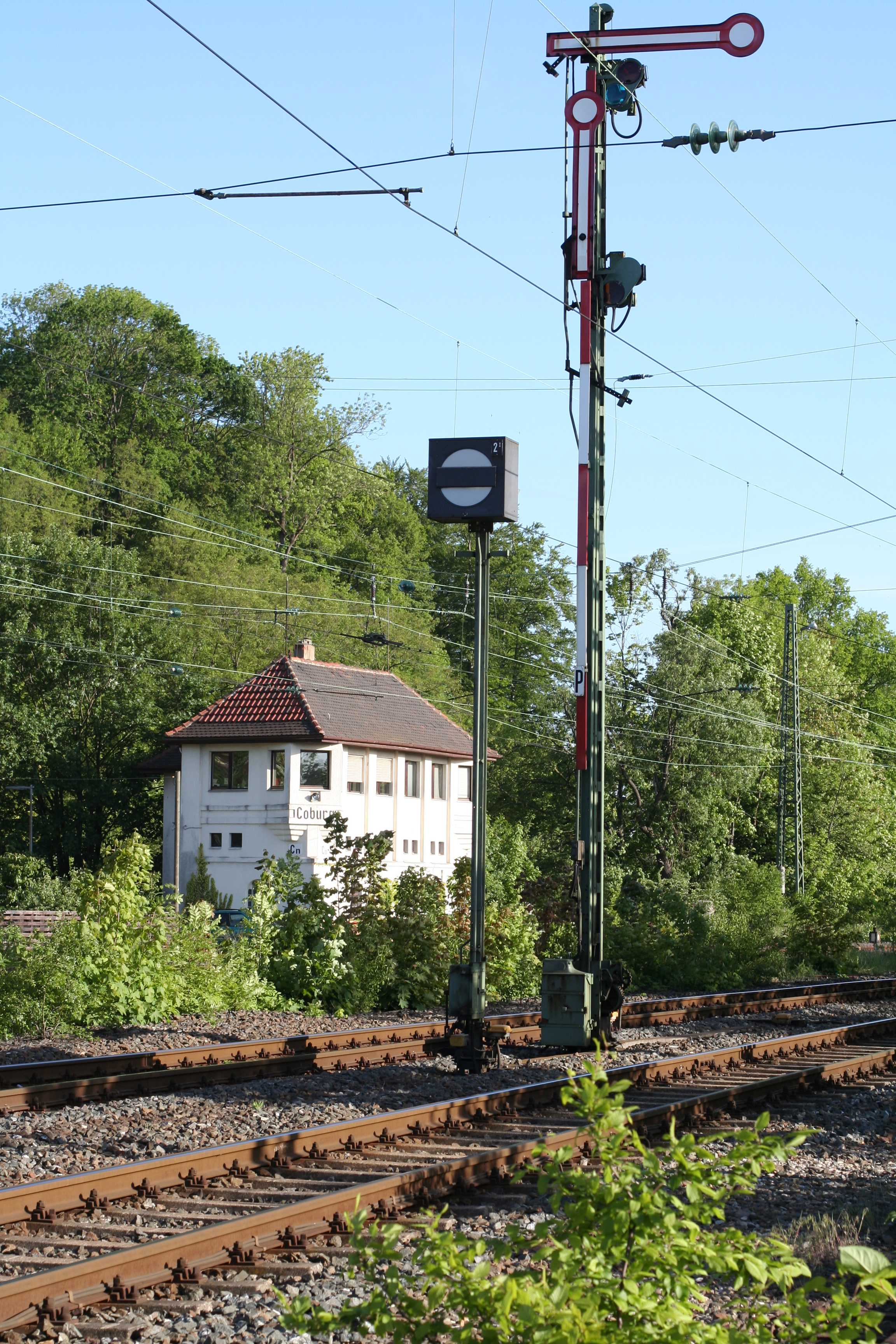
Coburger Personenbahnhof, ehemaliges Stellwerk Cn
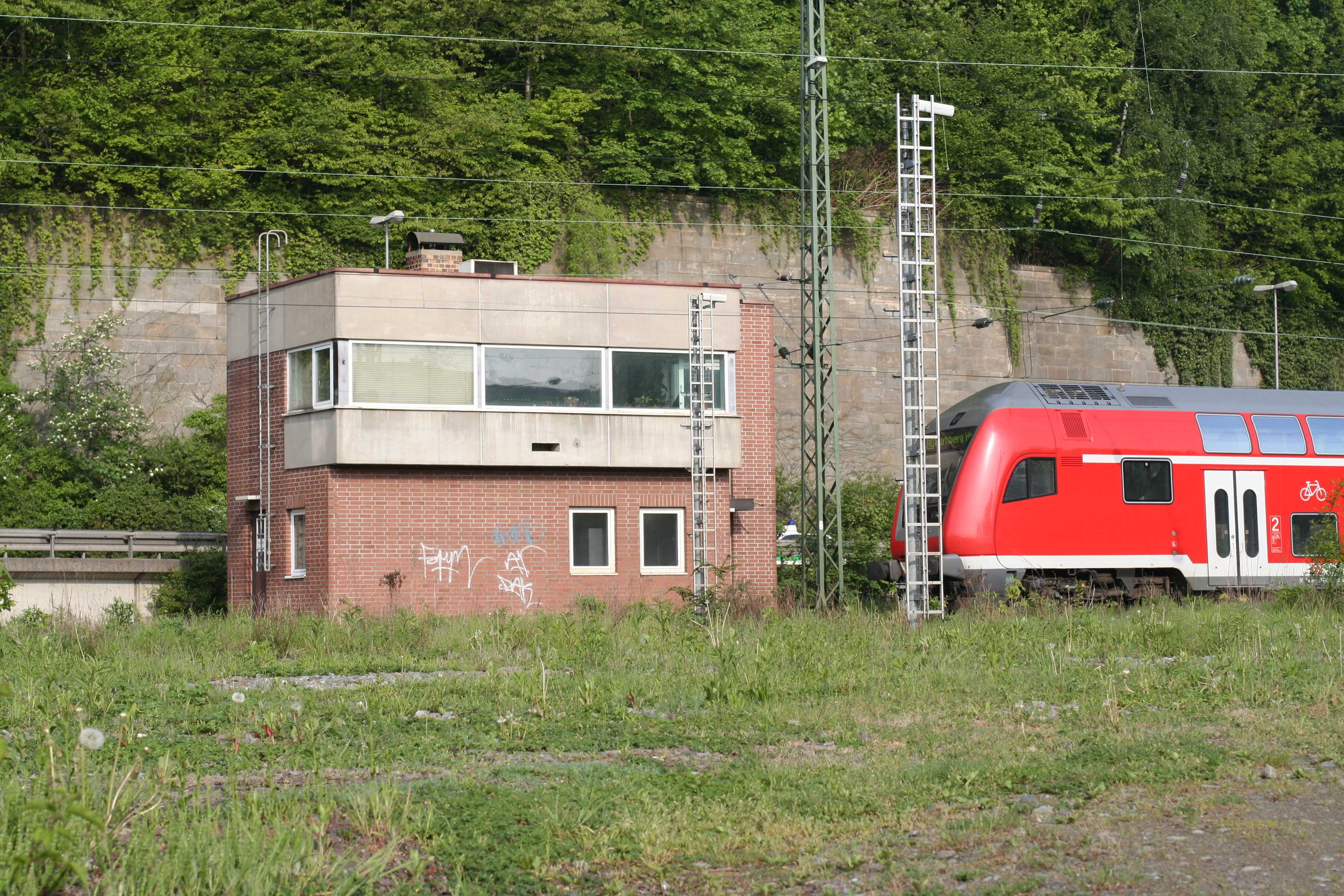
Coburger Personenbahnhof, ehemaliges Stellwerk Cs
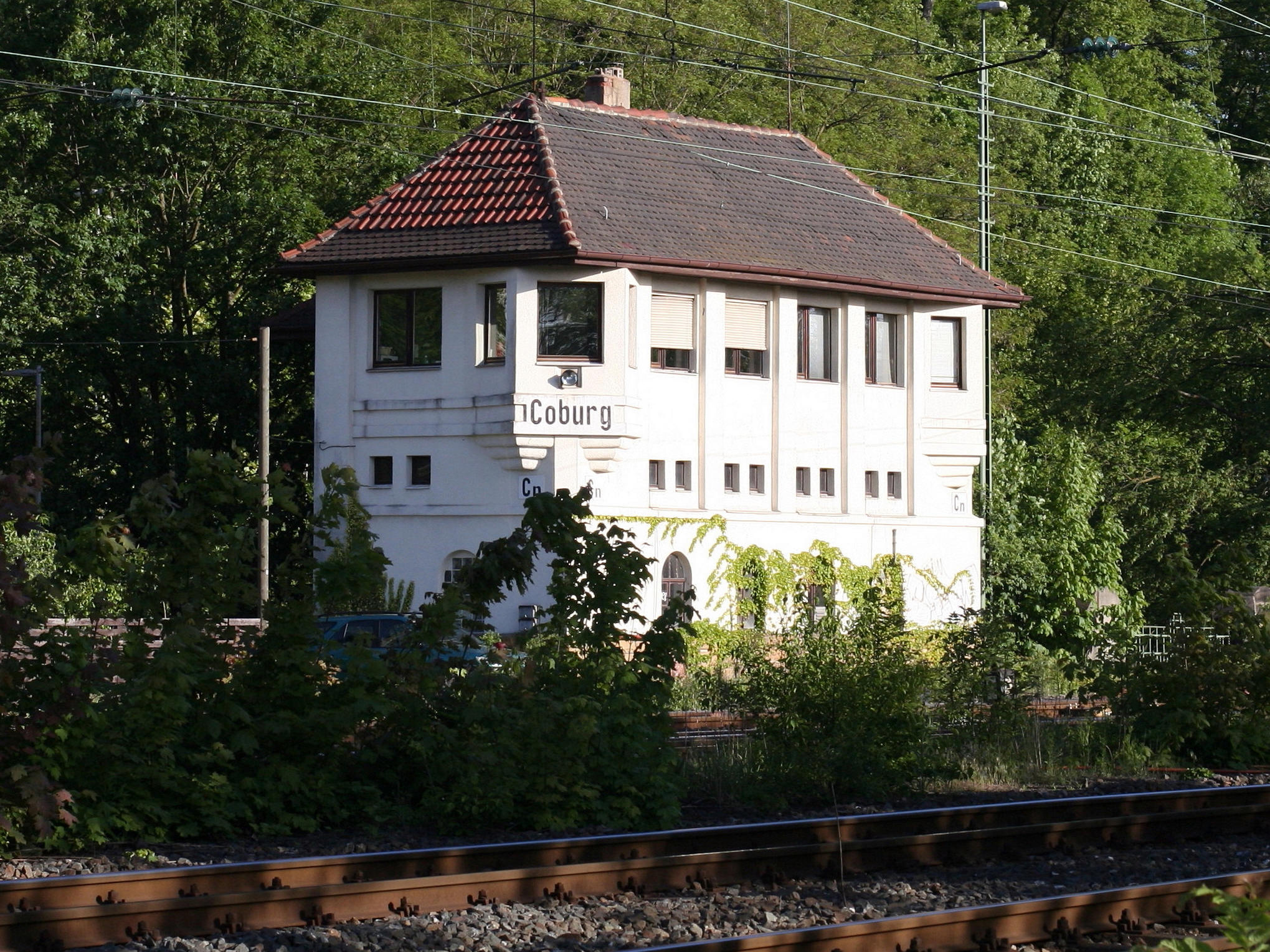
Coburger Personenbahnhof, ehemaliges Stellwerk Cn

## Geschichte der Anbindung an die Neubaustrecke (Nürnberg–)Ebensfeld–Erfurt
Zur Anbindung Coburgs an die Neubaustrecke waren Anfang der 1990er Jahre verschiedene Varianten erwogen worden. Nach einem Beschluss der Bundesbahn-Hauptverwaltung von Februar 1992 wurde kurzzeitig die Variante 3 verfolgt, bei der die Strecke mit einer Entwurfsgeschwindigkeit von 280 km/h entlang der Bestandsstrecke durch Coburg geführt worden wäre. Sie stieß auf breite Ablehnung. Der damalige bayerische Innenminister Edmund Stoiber kündigte daraufhin an, im Interesse der von der Neubaustrecke betroffenen Gebietskörperschaften ein Raumordnungsverfahren durchführen zu lassen. ICE-Züge sollten den Bahnhof Coburg ohne Halt durchfahren, der Bahnhof sollte über Interregio-Züge angebunden werden. Im Rahmen des Raumordnungsverfahrens legte die Deutsche Bundesbahn drei Varianten der Neubaustrecke im Raum Coburg vor: Neben der Durchfahrung Coburgs (Variante 3) wurden zwei östlich am Coburger Stadtgebiet vorbeiführende Varianten vorgestellt: Die Variante 4 schwenkte dabei auf Höhe von Rödental nordwestlich ab und erreichte die Landesgrenze bei Eisfeld, die Variante 5 führte nahezu gerade nach Norden und erreichte Thüringen knapp östlich von Weißenbrunn. Das Land Bayern lehnte die Variante 3 ab und erlaubte der DB, die Varianten 4 oder 5 unter der Maßgabe zu realisieren, dass morgens und abends ein ICE in Coburg halte. Die Deutschen Bahnen verfolgten daraufhin die Variante 5 weiter. Zur Anbindung Coburgs waren nunmehr Verbindungskurven vorgesehen. Laut Angaben des damals zuständigen Umweltministers, Peter Gauweiler, sei der Halt mit einem Zeitverlust von fünf Minuten verbunden.
Daneben wurde für Coburg ein Bahnhof an der Neubaustrecke bei Grub am Forst oder Dörfles-Esbach vorgeschlagen, jedoch zu Gunsten einer Anbindung des Coburger Bahnhofs verworfen. Auch ein Turmbahnhof wurde dabei vorgeschlagen. In den Planfeststellungsunterlagen von 1995 waren ICE-Halte in Tagesrandlage vorgesehen.
Politik und Wirtschaft fordern seit den 1990er Jahren einen ICE-Halt im Zwei-Stunden-Takt in Coburg. Nach Auskunft der Bundesregierung im Jahr 2006 waren in dem Betriebskonzept neun tägliche Zugpaare für Coburg vorgesehen. Mit Stand August 2013 war jedoch die Einrichtung eines ICE-Halts in Coburg grundsätzlich – auch in Tagesrandlage – wieder offen, allerdings bestätigte Bahnchef Rüdiger Grube in einem Schreiben im September 2013, dass ein ICE-Halt in Coburg in Tagesrandlage eingerichtet werde.
Eine im Januar 2015 vorgelegte Studie im Auftrag der Industrie- und Handelskammer zu Coburg (IHK) sieht bei einer zweistündlichen Bedienung ein Fahrgastpotential von 1140 Reisenden pro Tag, mit weiteren Maßnahmen in Richtung Eisfeld bis zu 1240. Bei einem Angebot mit zwei Zugpaaren in Tagesrandlage seien es 190. Bundesverkehrsminister Alexander Dobrindt kündigte daraufhin an, sich für einen regelmäßigen ICE-Halt in Coburg einsetzen zu wollen. Laut Angaben der IHK Coburg von März 2016 sehe die Deutsche Bahn ein Potential von 550 Fahrgästen pro Tag. Laut DB-Angaben von November 2018 wurden mehr als 300 als Reisende pro Tag gezählt.
Die Kosten für die Anbindung des Bahnhofs Coburg an die Neubaustrecke wurden mit 30 Millionen Euro beziffert.